# Sir
|  | Per a altres significats, vegeu «Sir (desambiguació)». |

Sir és una paraula de l'idioma anglès que significa senyor. Té diversos contexts.
Era usat com un terme de cortesia entre persones iguals. El seu ús en l'actualitat és reservat per a persones que tenen un estatus o un rang major; com quan es parla a un professor o a un militar o qualsevol superior. Un altre ús és el que es dona a les persones grans, d'igual forma que la dona un comerciant cap al seu client o comprador. També s'usa en la correspondència formal i quan es parla a un estrany. Així mateix, es pot considerar un terme apropiat per a un ésser superior.

## Orígens
La paraula Sir es deriva de la paraula sire de l'Anglès Mig. Al seu torn aquesta ve del francès sieur, que significa "senyor", vocable derivat del llatí senior que significa major (d'edat).
La paraula Sir va entrar a l'anglès l'any 1297 com a títol d'honor per a un Cavaller o un Baró, i era una variant de la paraula sire (pare, progenitor), ja en ús des de 1205 com un títol anteposat al nom. En 1225 la paraula Sir ja era usada per dirigir-se al Sobirà. En 1250 s'usava com a sinònim de pare, i en 1362 era utilitzada per dirigir-se a un important home d'edat avançada.

## Les seves formalitats
En el protocol britànic, és correcte usar la paraula Sir per dirigir-se a un Cavaller que ha estat armat com a tal per honor del sobirà, i ha de ser usada precedida del nom complet o només el nom de la persona a qui es dirigeix. Per exemple és correcte dir Sir Paul McCartney o Sir Paul, però no és correcte dir Sir McCartney. Igualment, un cavaller que posteriorment ha estat ennoblit ja no requereix el tractament de Sir, sinó el de Lord, el qual aleshores va al davant del cognom i no del nom. Per exemple, el compositor Andrew Lloyd Webber el 1992 va ser armat cavaller i aleshores se l'anomenava Sir Andrew o Sir Andrew Lloyd Webber; el 2000 va ser creat el títol de Baró Lloyd-Webber (amb guionet), per la qual cosa ara se l'ha d'anomenar Lord Lloyd-Webber o Andrew, Lord Lloyd-Webber, però no amb la seva antiga denominació de Sir.
Una anomalia freqüent en la denominació és la de l'arquitecte Norman Foster. El 1990 va ser armat cavaller per la reina Elisabet II i passà a ser Sir Norman Foster (personalment se'l podia anomenar Sir Norman, però mai Sir Foster). Ara bé, el 1990 fou ennoblit amb el títol de baró, que ultrapassava el títol de cavaller, per la qual cosa passava a dir-se Norman, baró Foster of Thames Bank (personalment Lord Foster, però mai lord Norman Foster) i des d'aquell moment ja no és correcte continuar anomenant-lo Sir Norman Foster.
Als qui no són ciutadans del Regne Unit però que reben el títol honorari de Cavaller no se'ls permet utilitzar el títol de Sir. No obstant això, els qui mantenen una doble nacionalitat britànica i d'un altre país sí que poden utilitzar el títol de Sir.
Cal fer notar que al Regne Unit, la condició de Sir mai no és considerada un títol de noblesa sinó només de distinció personal, i no és hereditària llevat que vagi acompanyada de la categoria de Baronet.
L'equivalent per a una dona que ostenta el títol de cavaller o baronetat per dret propi, és "Dame", i segueix els mateixos costums d'ús que "Sir".